# Monanthotaxis
Monanthotaxis Baill. – rodzaj roślin z rodziny flaszowcowatych (Annonaceae Juss.). Według The Plant List w obrębie tego rodzaju znajdują się 53 gatunki o nazwach zweryfikowanych i zaakceptowanych, podczas gdy kolejne 4 taksony mają status gatunków niepewnych (niezweryfikowanych). Występuje naturalnie w klimacie równikowym Afryki oraz na Madagaskarze. Gatunkiem typowym jest M. congoensis Baill.

## Morfologia
PokrójZimozielone krzewy lub liany.
LiścieNaprzemianległe, pojedyncze, całobrzegie.
KwiatyPromieniste, obupłciowe, pojedyncze lub zebrane w pęczki czy też długie grona, rozwijają się w kątach pędów. Mają 3 wolne działki kielicha, nie nakładają się na siebie. Płatków jest 5 lub 6, ułożonych w jednym okółku, są wolne. Kwiaty mają liczne pręciki ułożone w jednym lub dwóch okółkach. Pylniki otwierają się do zewnątrz lub na zewnątrz. Zalążnia górna, składająca się z licznych wolnych owocolistków.
OwoceZebrane w owoc zbiorowy, osadzone na krótkich szypułkach.

## Systematyka
Pozycja według APweb (aktualizowany system APG III z 2009)
Rodzaj wraz z całą rodziną flaszowcowatych w ramach rzędu magnoliowców wchodzi w skład jednej ze starszych linii rozwojowych okrytonasiennych określanych jako klad magnoliowych.
Lista gatunków

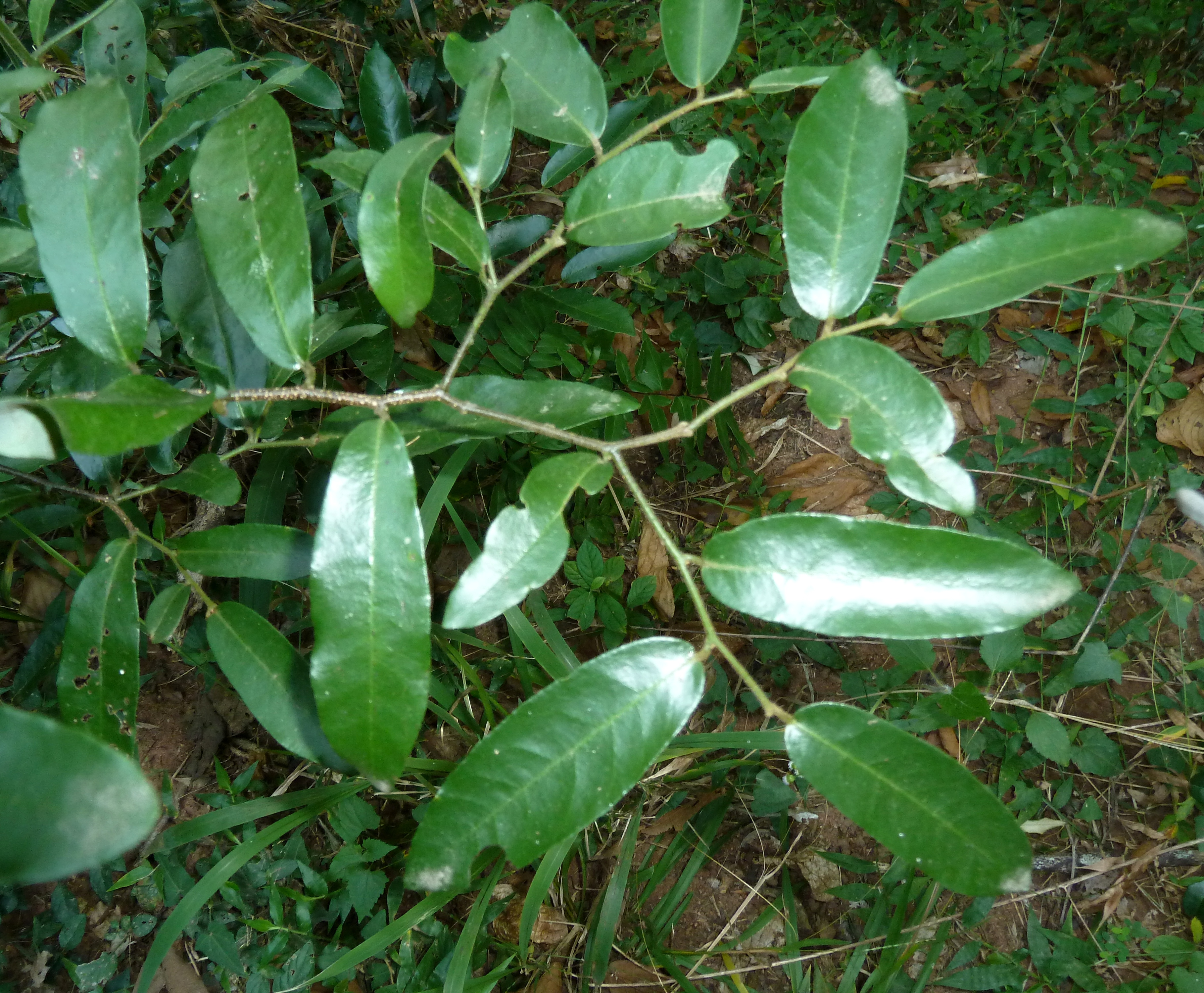
Liście gatunku Monanthotaxis caffra

| - Monanthotaxis ambrensis (Cavaco & Keraudren) Verdc. - Monanthotaxis angustifolia (Exell) Verdc. - Monanthotaxis barteri (Baill.) Verdc. - Monanthotaxis bicornis (Boutique) Verdc. - Monanthotaxis boivinii (Baill.) Verdc. - Monanthotaxis brachytricha (Diels) Verdc. - Monanthotaxis buchananii (Engl.) Verdc. - Monanthotaxis caesia (Diels) Verdc. - Monanthotaxis caffra Verdc. - Monanthotaxis capea (E.G. & A. Camus) Verdc. - Monanthotaxis chasei (N. Robson) Verdc. - Monanthotaxis congoensis Baill. - Monanthotaxis diclina (Sprague) Verdc. - Monanthotaxis dictyoneura (Diels) Verdc. - Monanthotaxis discolor Verdc. - Monanthotaxis discrepantinervia Verdc. - Monanthotaxis elegans (Engl. & Diels) Verdc. - Monanthotaxis faulknerae Verdc. - Monanthotaxis ferruginea (Oliv.) Verdc. - Monanthotaxis filamentosa (Diels) Verdc. - Monanthotaxis foliosa (Engl. & Diels) Verdc. - Monanthotaxis fornicata (Baill.) Verdc. - Monanthotaxis germainii Verdc. - Monanthotaxis gilletii (De Wild.) Verdc. - Monanthotaxis glaucocarpa (Baill.) Verdc. - Monanthotaxis heterantha (Baill.) Verdc. - Monanthotaxis klainii (Engl.) Verdc. | - Monanthotaxis laurentii (De Wild.) Verdc. - Monanthotaxis letestui Pellegr. - Monanthotaxis letouzeyi (Le Thomas) Verdc. - Monanthotaxis littoralis (Bagsh. & Baker f.) Verdc. - Monanthotaxis lucidula (Oliv.) Verdc. - Monanthotaxis madagascariensis (Cavaco & Keraudren) Verdc. - Monanthotaxis malacophylla (Diels) Verdc. - Monanthotaxis mannii (Baill.) Verdc. - Monanthotaxis micrantha (Baker) Verdc. - Monanthotaxis mortehanii (De Wild.) Verdc. - Monanthotaxis nimbana (Schnell) Verdc. - Monanthotaxis oligandra Exell - Monanthotaxis orophila Verdc. - Monanthotaxis parvifolia (Oliv.) Verdc. - Monanthotaxis pellegrinii Verdc. - Monanthotaxis pilosa (Baill.) Verdc. - Monanthotaxis podocarpa (Diels) Verdc. - Monanthotaxis poggei Engl. & Diels - Monanthotaxis schweinfurthii (Engl. & Diels) Verdc. - Monanthotaxis sororia (Diels) Verdc. - Monanthotaxis stenosepala (Engl. & Diels) Verdc. - Monanthotaxis trichantha (Diels) Verdc. - Monanthotaxis trichocarpa (Engl. & Diels) Verdc. - Monanthotaxis valida (Diels) Verdc. - Monanthotaxis vogelii (Hook.f.) Verdc. - Monanthotaxis whytei (Stapf) Verdc. |